# Troféu Banca Popular de Vicenza
O Troféu Banca Popular de Vicenza (oficialmente: Trofeo Piva Banca Popolare di Vicenza) é uma competição de ciclismo de um dia italiana, limitada a corredores sub-23, que se disputa em Vicenza (província de Vicenza) e seus arredores, no mês de abril ainda que em 2005 se disputou em julho.
Criada em 2001 como amador, já desde 2002 esteve catalogada com a máxima categoria para corridas amador para corredores sub-23: 1.7.1 Desde a criação dos Circuitos Continentais da UCI em 2005 faz parte do UCI Europe Tour os dois primeiros anos na categoria 1.2 (última categoria do profissionalismo) e depois na categoria específica criada em 2007 para corredores sub-23, mas também dentro da última categoria do profissionalismo: 1.2U. Ao longo dos anos a sua denominação oficial tem mudado levemente tirando-se dele a palavra "Piva", ainda que se lhe costuma acrescentar dita palavra extra-oficialmente ao se referir a ela.
Seu percurso sempre tem tido entre 171 e 177 km.

## Palmarés
Em amarelo: edição amador.
| Ano                             | Vencedor             | Segundo             | Terceiro             |
| Troféu Piva                     |                      |                     |                      |
| ------------------------------- | -------------------- | ------------------- | -------------------- |
| 1955                            | Giuseppe Vanzella    |                     |                      |
| 1957                            | Giuliano Bernardele  |                     |                      |
| 1958                            | Dino Liviero         |                     |                      |
| 1959                            | Vendramino Bariviera |                     |                      |
| 1960                            | Guido De Rosso       |                     |                      |
| 1961                            | Aldo Beraldo         |                     |                      |
| 1962                            | Mario Maino          |                     |                      |
| 1963                            | Flaviano Vicentini   |                     |                      |
| 1964                            | Giorgio Gobessi      |                     |                      |
| 1965                            | Battista Monti       |                     |                      |
| 1966                            | Luciano Soave        |                     |                      |
| 1967                            | Marinho Conton       |                     |                      |
| 1968                            | Marinho Conton       |                     |                      |
| 1969                            | Rino Carraro         |                     |                      |
| 1970                            | Pietro Poloni        |                     |                      |
| 1971                            | Jiří Vilček          |                     |                      |
| 1972                            | Gino Fochesato       |                     |                      |
| 1973                            | Serge Parsani        |                     |                      |
| 1974                            | Gilberto Romagnoli   |                     |                      |
| 1975                            | František Kališ      |                     |                      |
| 1976                            | Nazzareno Berto      |                     |                      |
| 1977                            | Paolo Cambi          |                     |                      |
| 1978                            | Fausto Stiz          |                     |                      |
| 1979                            | Guido Bontempi       |                     |                      |
| 1980                            | Guido Bontempi       |                     |                      |
| 1981                            | Antonio Leali        |                     |                      |
| 1982                            | Giancarlo Bada       |                     |                      |
| 1983                            | Emilio Ravasio       |                     |                      |
| 1984                            | Roberto Pagnin       |                     |                      |
| 1985                            | Stefan Brykt         |                     |                      |
| 1986                            | Maurizio Fondriest   |                     |                      |
| 1987                            | Fabio Parise         |                     |                      |
| 1988                            | Fausto Boreggio      |                     |                      |
| 1989                            | Andrea Tozzo         | Gianluca Bordignon  |                      |
| 1990                            | Fabio Baldato        | Andrea Tozzo        | Gianluca Bordignon   |
| 1991                            | Lars Wahlqvist       | Stefano Checchin    | Mauro Bettin         |
| 1992                            | Gianluca Gorini      | Mauro Bettin        | Davide Rebellin      |
| 1993                            | Remo Pasinelli       | Marco Rosani        | Nicola Loda          |
| 1994                            | Ruggero Borghi       | Daniele Sgnaolin    | Alessandro Calzolari |
| 1995                            | Gabriele Dalla Vale  | Stefano Dante       | Walter Pedroni       |
| 1996                            | Marzio Bruseghin     | Gorazd Stangelj     | Giuliano Figueras    |
| 1997                            | Emanuele Negrini     | Maurizio Vandelli   | Ruslan Ivanov        |
| 1998                            | Roberto Fortunato    | Gianluca Tonetti    | Nicola Ramacciotti   |
| 1999                            | Roberto Savoldi      | Oleksandr Fedenko   | Mirko Marini         |
| 2000                            | Kim Kirchen          | Lorenzo Bernucci    | Manuel Bortolotto    |
| Troféu Banca Popular Piva       |                      |                     |                      |
| 2001                            | Yaroslav Popovych    | Giampaolo Caruso    | Lorenzo Bernucci     |
| 2002                            | Mirco Lorenzetto     | Claudio Corioni     | Serguéi Lagutín      |
| 2003                            | Alexandre Bazhenov   | Mirko Allegrini     | Denys Kostyuk        |
| 2004                            | Janez Brajkovič      | Jure Zrimšek        | Błażej Janiaczyk     |
| 2005                            | Marco Vivian         | Grega Bole          | Alessandro Bazzana   |
| Troféu Banca Popular de Vicenza |                      |                     |                      |
| 2006                            | Ermanno Capelli      | Jan Almblad         | Manuel Belletti      |
| 2007                            | Manuel Belletti      | Grega Bole          | Alessandro Colo      |
| 2008                            | Roman Maximov        | Mirko Battaglini    | Andrey Klyuev        |
| 2009                            | Davide Cimolai       | Cessar Benedetti    | Andrea Piechele      |
| 2010                            | Andrea Pasqualon     | Michael Matthews    | Daniele Aldegheri    |
| 2011                            | Richard Lang         | Sonny Colbrelli     | Michele Simoni       |
| 2012                            | Jay McCarthy         | Stanislau Bazkhou   | Klemen Stimulak      |
| 2013                            | Michele Scartezzini  | Simone Andreetta    | Calvin Watson        |
| 2014                            | Gregor Mühlberger    | Alexander Foliforov | Robert Power         |
| 2015                            | Felix Großschartner  | Artem Nych          | Davide Gabburo       |
| 2016                            | Tao Geoghegan Hart   | Patrick Müller      | Marco Tecchio        |
| 2017                            | Mark Padun           | Seid Lizde          | Alexandr Riabushenko |
| 2018                            | Paolo Baccio         | Robert Stannard     | Jake Stewart         |
| 2019                            | Georg Zimmermann     | Samuele Rivi        | Giovanni Aleotti     |
| 2020                            | Não se celebrou      |                     |                      |
| 2021                            | Juan Ayuso           | Luca Colnaghi       | Antonio Puppio       |

## Palmarés por países
| País            | Vitórias |
| --------------- | -------- |
| Itália          | 48       |
| Rússia          | 2        |
| Austrália       | 2        |
| Áustria         | 2        |
| Ucrânia         | 2        |
| Tchecoslováquia | 2        |
| Suécia          | 2        |
| Eslovênia       | 1        |
| Reino Unido     | 1        |
| Luxemburgo      | 1        |
| Alemanha        | 1        |
| Espanha         | 1        |